# Mortal Kombat: Special Forces
Mortal Kombat: Special Forces est un jeu vidéo de type beat them all développé et édité par Midway Games, sorti en 2000 sur PlayStation.

## Système de jeu
Le joueur contrôle Jax Briggs, personnage apparu dans Mortal Kombat II. La caméra est positionnée en vue de dessus.

## Accueil
Le jeu a reçu de très mauvaises critiques de la presse spécialisée :
- GameSpot : 2,1/10[1]
- IGN : 3/10[2]
- Jeuxvideo.com : 6/20[3]